# Verbenona
La verbenona és un compost orgànic de la família dels monoterpens que es troba de manera natural en diverses plantes. El producte químic presenta una olor característica agradable. A més de ser un component natural de les plantes, ell i els seus analògics són feromones dels insectes. En particular, la verbenona quan es formula en una matriu de llarga durada té un paper important en el control dels escarabats d'escorça com ara les espècies Dendroctonus ponderosae i Dendroctonus frontalis.

## Química
La verbenona és un monoterpè, específicament una cetona bicíclica. És el constituent principal de l'oli de verbena, de la qual rep el nom; també es troba a l'oli de romaní. És gairebé insoluble en aigua, però és miscible amb la majoria de dissolvents orgànics.
La verbenona es pot preparar sintèticament fàcilment mitjançant l'oxidació de l'α-pinè:
La verbenona es pot convertir en crisantenona mitjançant una reacció de reordenació fotoquímica: